# Margareta von Schottland

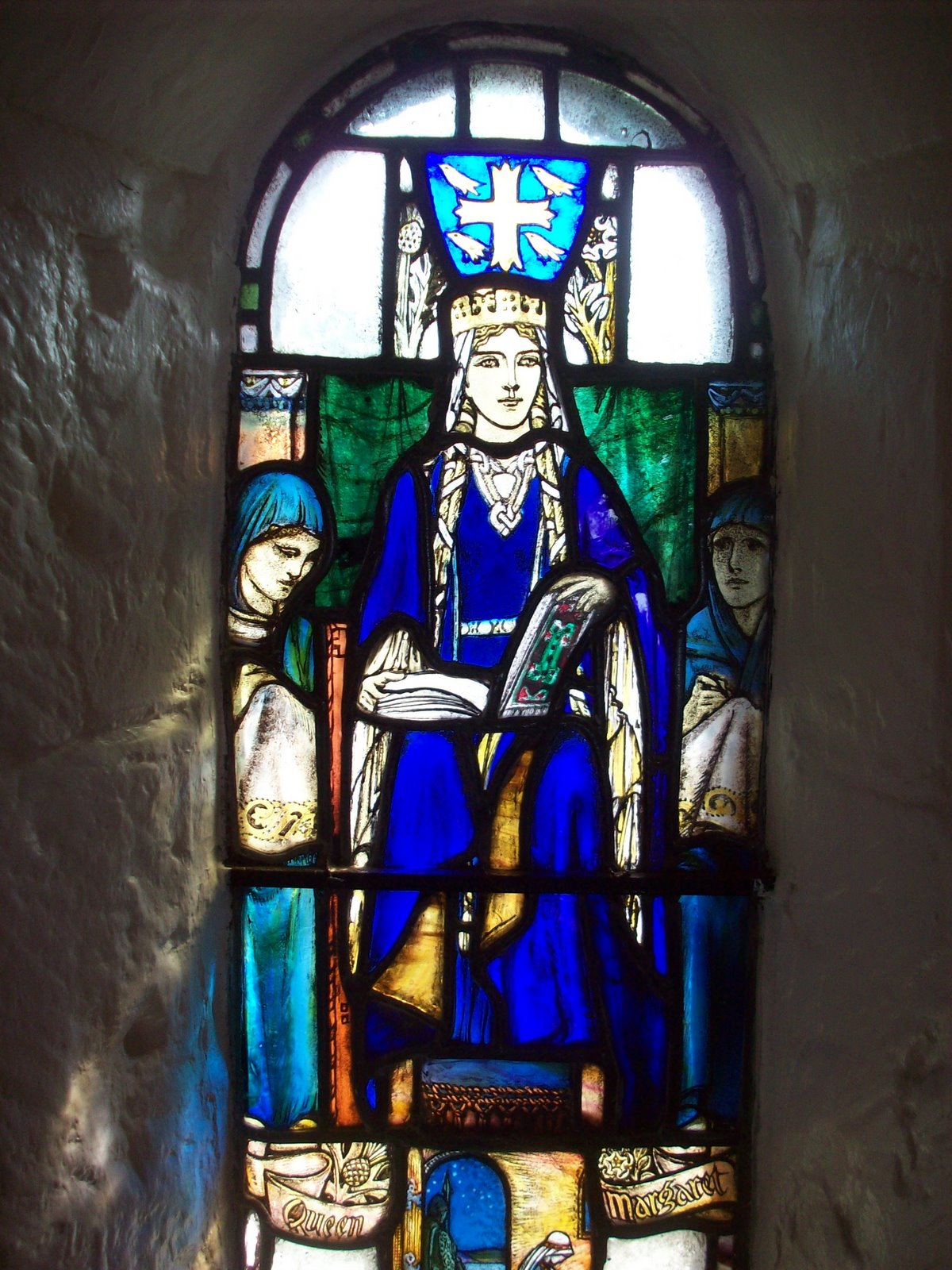
Margareta von Schottland in der St. Margaret’s Chapel

Margareta von Schottland (Schottisch-Gälisch: Naomh Maighréad; * um 1046/1047 in Reska bei Nádasd, Ungarn; † 16. November 1093 in Edinburgh, Schottland) war als Ehefrau von Malcolm III. schottische Königin und ist Patronin Schottlands. Gemeinsam mit ihrem Mann begründete sie das Vorgängerkloster der Abtei Dunfermline.

## Leben
Margareta war die älteste Tochter des Prinzen Eduard Ætheling von England (1016–1057), eines Sohns des englischen Königs Edmund II. (989–1016), und seiner Ehefrau Prinzessin Agathe von Ungarn, einer Nichte des Kaisers Heinrich III. Sie wuchs zusammen mit ihren beiden Geschwistern, Edgar Ætheling und Christina, in Ungarn auf.
Nach der Schlacht von Hastings floh Margaret 1066 nach Schottland und heiratete dort den schottischen König Malcolm III. – einen Sohn jenes Königs, den MacBeth ermordet hatte und an dessen Familie sich Malcolm III. dann so grausam rächte, dass er den Beinamen „der Blutige“ erhielt. Wohl vor allem Margarets Einfluss besänftigte den König. Margareta und Malcolm hatten acht Kinder.
Sie setzte sich für eine bessere Volksbildung ein, beseitigte alte keltische Bräuche, war eine wohltätige, fromme und beim Volk sehr beliebte Königin und gründete die später berühmte Abtei Dunfermline.
Margareta verstarb drei Tage nach dem Tod ihres Mannes und ihres ältesten Sohns Eduard am 16. November 1093 in Edinburgh. Es wird gesagt, sie sei an der Trauer über die schlechten Nachrichten des Todes ihres Mannes und Sohnes gestorben. In Dunfermline wurde Margaret an der Seite ihres Mannes beigesetzt.

## Andenken
Die St Margaret’s Chapel im Edinburgh Castle steht unter ihrem Patrozinium und der Kirchenbau ist das älteste, noch erhaltende Gebäude der schottischen Hauptstadt. Viele Kirchen und Kirchengebäude in der ganzen Welt stehen unter ihrem Patrozinium. Ein Beispiel dafür wäre das heutige Gillis Centre, welches als St Margaret’s Convent and School gegründet wurde.
Sie wird im Volksmund als die „Perle von Schottland“ bezeichnet.

## Heiligsprechung und Reliquien
1251 wurde Margareta von Papst Innozenz IV. (um 1195–1254) heiliggesprochen. Ihr anglikanischer wie katholischer (nicht gebotener) Gedenktag ist der 16. November.
Zur Zeit der Reformation wurden die Gebeine Margaretas und ihres Ehemanns in die El-Escorial-Kapelle bei Madrid überführt. Der Kopf Margaretas befand sich zeitweise im Besitz der schottischen Königin Maria Stuart (1542–1587), später gelangte er nach Antwerpen und von dort zum Schottischen College in Douai.

## Nachkommen
- Eduard († 1093 gefallen)
- Edmund, König von Schottland
- Edgar (* um 1074; † 1107), König von Schottland
- Æthelred († 1097) Abt von Dunkeld
- Edith (Mathilde) († 1118) × König Heinrich I. von England
- Marie († 1116) × Graf Eustach III. von Boulogne
- Alexander I. (* 1078; † 1124) König von Schottland
- David I. (* 1080; † 1153) König von Schottland

Siehe auch: Haus Wessex